# Combat (Band)
Combat ist eine US-amerikanische Thrash-Metal-Band aus New York City, New York, die im Jahr 1984 gegründet wurde, sich 1986 zu Napalm umbenannte und 1990 auflöste und im Jahr 2000 wieder unter dem Namen Combat zusammenfand.

## Geschichte
Die Band wurde im Jahr 1984 von den Brüdern Rex (Schlagzeug) und Jeff Rossbach (E-Gitarre) gegründet. Kurz darauf kam Bassist und Sänger Chris „The Monarch“ Weidner zur Band. Durch die Bekanntschaft von Joe Leonard, einem Mitarbeiter bei Combat Records, erreichte die Gruppe einen Vertrag bei diesem Label, unter der Voraussetzung, ihren Namen zu ändern, da das Label keine gleichnamige Band aufnehmen wollte. Ein vorher bereits aufgenommenes Demo, wurde im Jahr 1986 als EP unter dem Namen Bootcamp veröffentlicht. Danach begab sich die Band ins Studio, um ihr Debütalbum aufzunehmen und veröffentlichte es im Jahr 1989 unter dem Namen Cruel Tranquility bei SPV, dem 1990 Zero to Black folgte. Weidner war auf dem zweiten Album nicht mehr zu hören, da er durch inzwischen durch Chris Liggio ersetzt wurde, der nun zusätzlich den Gesang übernommen hatte und als neuer Bassist Brett Roth vertreten war. Nach der Veröffentlichung des Albums, bedingt durch die starken Veränderungen in der Besetzung, löste sich Napalm auf. Im Jahr 2002 fand die Gruppe unter dem Namen Combat wieder zusammen und veröffentlichte 2007 das Album Ruination.

## Stil
Die Band spielt klassischen Thrash Metal, wobei auch Elemente aus dem Hardcore Punk hörbar sind.

## Diskografie
als Napalm
- Bootcamp (EP, 1986, Combat Records)
- All Out Assault (Demo, 1987, Eigenveröffentlichung)
- Combat Boot Camp (Split mit Powermad und Have Mercy, 1987, Combat Records)
- Cruel Tranquility (Album, 1989, SPV)
- Zero to Black (Album, 1990, SPV)
- Napalm vs. Sieges Even (Split mit Sieges Even, 1990, Teichiku Records)

als Combat
- Let the Battle Begin (Demo, 1985, Eigenveröffentlichung)
- Mind Melt (Demo, 1985, Eigenveröffentlichung)
- Live Battle at L’amour (EP, 2002, That’s Heavy Records)
- Any Questions? (Kompilation, 2003, MP3.com Records)
- Heading South (Live-Album, 2004, That’s Heavy Records)
- 2005 Demo (Demo, 2005, Eigenveröffentlichung)
- Ruination (Album, 2007, That’s Heavy Records)
- DEMO 2008 (Demo, 2008, Eigenveröffentlichung)
- Age of Discord (Album, 2011, That’s Heavy Records)